# Observatorio Internacional de Axiones
El Observatorio Internacional de Axiones (IAXO por sus siglas en inglés) es un helioscopio de axiones de próxima generación para la búsqueda de axiones solares y partículas similares a axiones (ALP). Es la continuación del Telescopio Solar Axion del CERN (CAST), que funcionó entre 2003 y 2022.  IAXO se creará implementando el concepto de helioscopio llevándolo a mayores dimensiones y tiempos de observación más prolongados.

## La colaboración IAXO
La carta de intenciones para el Observatorio Internacional Axion fue presentada al CERN en agosto de 2013. IAXO se fundó formalmente en julio de 2017 y recibió una subvención avanzada del Consejo Europeo de Investigación en octubre de 2018.  El objetivo a corto plazo de la colaboración es construir una versión precursora del experimento, llamada BabyIAXO, que estará ubicada en DESY, Alemania.
La Colaboración IAXO está formada por 21 institutos de 7 países diferentes.

## Principio de funcionamiento

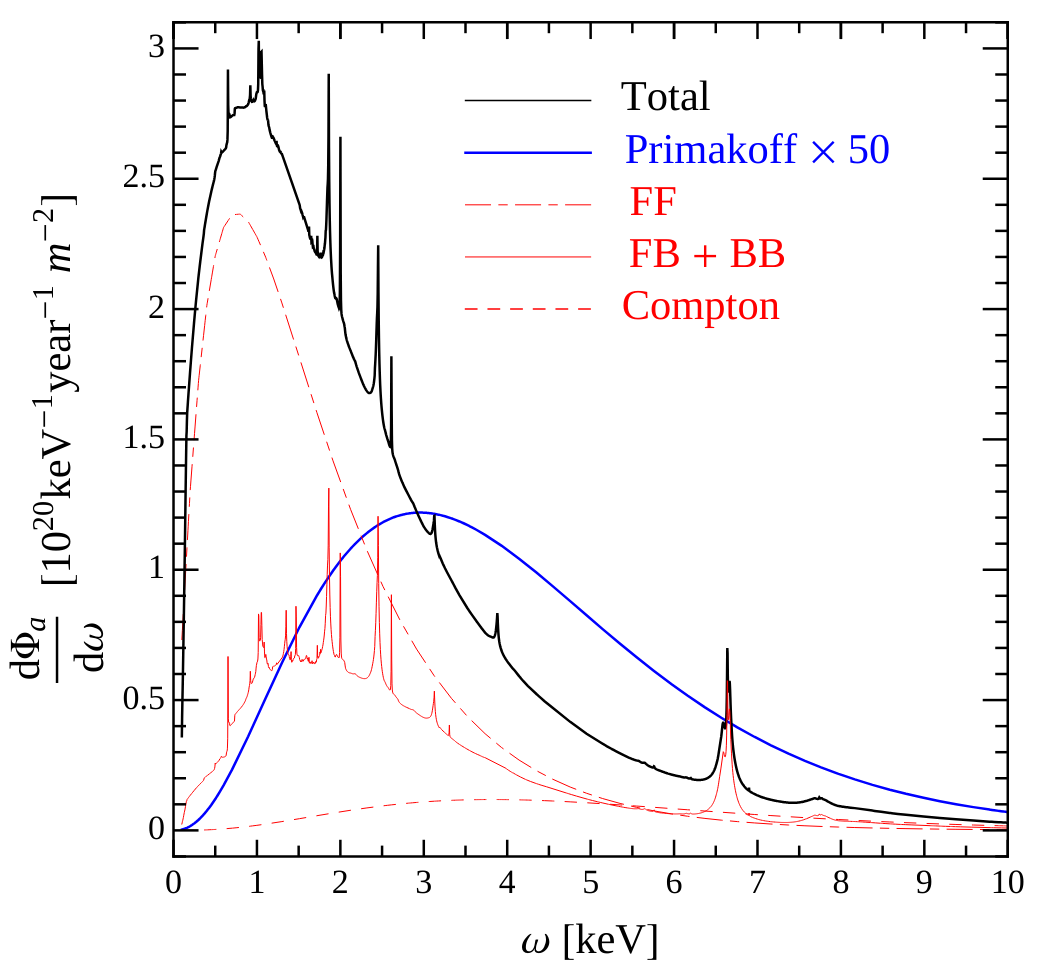
Flujo de axiones solares debido al acoplamiento axión-electrón (rojo) y flujo de Primakoff del acoplamiento axión-fotón (azul).

El experimento IAXO se basa en el principio de helioscopio. Los axiones pueden producirse en estrellas (como el Sol) a través del efecto Primakoff y otros mecanismos. Estos axiones llegarían al helioscopio y se convertirían en fotones de rayos X debido a la presencia de un campo magnético. Luego, estos fotones viajarían a través de una óptica de enfoque de rayos X y se esperan como un exceso de señal en el detector cuando el imán apunta al Sol.
El potencial del experimento se puede estimar mediante la figura de mérito (FOM), que se define como {\displaystyle FOM\sim B^{2}L^{2}A\times \epsilon _{d}b^{-1/2}\times \epsilon _{o}\alpha ^{-1/2}\times \epsilon _{t}^{1/2}t^{1/2}}. El primer factor está relacionado con el imán y depende del campo magnético (B), la longitud del imán (L) y el área del orificio (A). La segunda parte depende de la eficiencia ({\displaystyle \epsilon _{d}}) y el fondo (b) del detector. El tercero está relacionado con la óptica, más concretamente con la eficiencia ({\displaystyle \epsilon _{o}}) y el área de la señal enfocada en el plano de lectura detector ({\displaystyle \alpha }). El último término está relacionado con el tiempo (t) de funcionamiento y la fracción de tiempo en que se sigue al sol ({\displaystyle \epsilon _{t}}). El objetivo es maximizar el valor de la figura de mérito para optimizar la sensibilidad del experimento .

## Sensibilidad y potencial de física

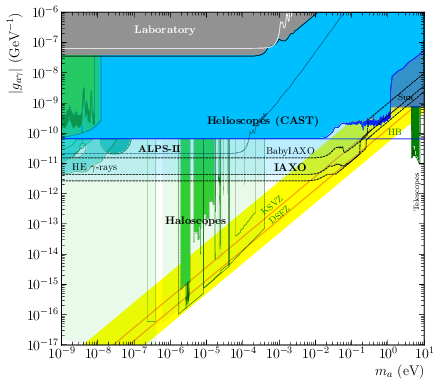
Panorama del acoplo axión-fotón

IAXO buscará principalmente axiones solares, con el potencial para observar el axión de la cromodinámica cuántica (QCD) en el rango de masa de 1 meV a 1 eV. También se espera que sea capaz de descubrir ALP. Por lo tanto, IAXO tendrá el potencial de resolver tanto el problema de CP fuerte como el problema de la materia oscura.
También podría adaptarse más adelante para probar modelos como los hipotéticos fotones ocultos o camaleones . Además, el imán se puedrá utilizar como haloscopio para buscar materia oscura axónica.
IAXO tendrá una sensibilidad al acoplamiento axión-fotón entre 1 y 1,5 órdenes de magnitud superior a la alcanzada por los detectores anteriores.

## IAXO: El Observatorio Internacional de Axiones

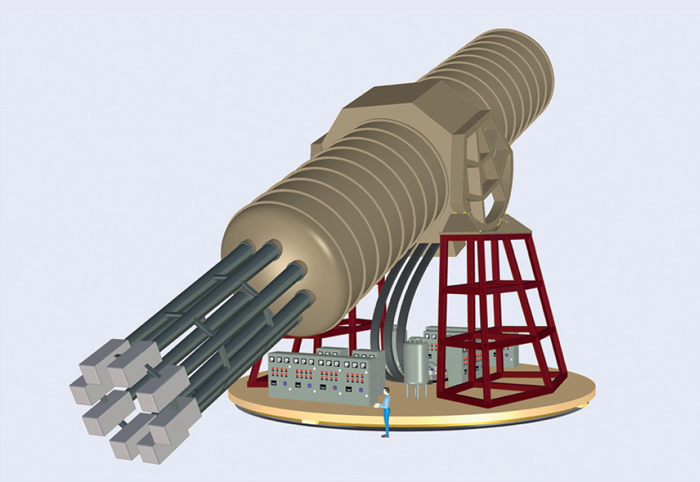
Diseño conceptual del Observatorio Internacional AXion

## BabyIAXO

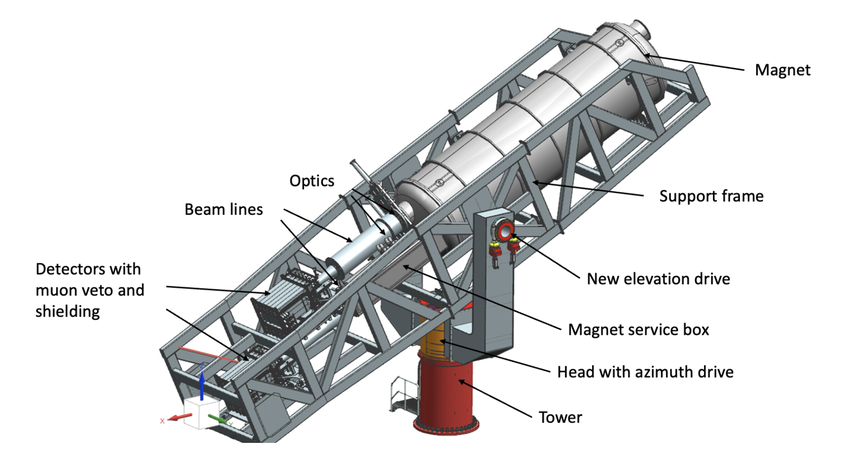
Diseño conceptual del helioscopio BabyIAXO